# 舍人
舍人，是中国古代官职。貴族家裡左右親信或門客，後來成為官職，前冠以頭衔，名称及职权不同。
舍人之名最早見於《周禮·地官》，是国君的亲近属官。秦汉置太子舍人，魏晋有中書舍人，隋設內史舍人，唐初也有內史舍人，後改中書舍人。《唐書‧職官志》列有中書舍人、太子中舍人、太子舍人、起居舍人、通事舍人、太子通事舍人。宋、元時稱顯貴人家的子弟為「舍人」。明代稱應襲衛所職位的武官子弟為「舍人」或中書舍人。
宋朝以後，以「舍人」及「舍」稱官宦、世族、士紳、地主之家的子弟，類似員外，臺灣、中國大陸福建閩南以及廣東潮汕一帶。則冠以「阿」字為首，故稱「阿舍」。